# Ilindan
Ilindan, kod Bošnjaka Aliđun, spomendan sv. Ilije koji se u Katoličkoj Crkvi slavi 20. srpnja, a u Pravoslavnoj Crkvi i kod Bošnjaka 2. kolovoza. 

## Kod Slavena
Štovanje sv. Ilije, sv. Vida (Vidovo i Vidovdan) i sv. Mihovila (Miholje) potječe iz razdoblja dvovjerja kada su njihova štovanja zamijenila slavenskog boga Peruna. Izvorno se 20. kolovoza obilježava Perunova svetkovina.

### Kod Hrvata
Ilindan se češće slavi kod Hrvata u Bosni i Hercegovini nego kod Hrvata u Hrvatskoj. Hrvati u Bosni i Hercegovini slave ga kao zaštitnika Bosne i Hercegovine. Korijeni tog sežu iz vremena kad je biskup fra Pavao Dragićević tražio je od Svete Stolice da se Sveti Ilija slavi kao zaštitnik bosanskog kraljevstva. Sveta Stolica udovoljila je njegovom zahtjevu dokumentom od 26. kolovoza 1752. godine. Prema mišljenju biskupa mons. dr. Mile Bogovića, razlog papinskog odobrenja je taj što Svetog Iliju štuju i pravoslavci i muslimani.